# 1179
1179 (MCLXXIX) fue un año común comenzado en lunes del calendario juliano.

## Acontecimientos
- 1 de noviembre:[1] Coronación de Felipe II de Francia, primer monarca en usar el término "Rey de Francia. Hasta ese momento todos los reyes habían usado el título "Rey de los francos" (usado desde el Reino Franco del Siglo V).
- 20 de marzo: Se firma el Tratado de Cazola.

## Nacimientos
- Snorri Sturluson; lagman, escritor, poeta e historiador islandés.

## Fallecimientos
- 17 de septiembre - Hildegard de Bingen, abadesa, líder monástica, mística, profetisa, médica, compositora y escritora alemana.
- 19 de octubre - Eudes de Saint-Amand, Gran Maestre de la Orden del Temple.